# Liste der Stolpersteine in Weissach
Die Liste der Stolpersteine in Weissach enthält die Stolpersteine in Weissach, gelegen im Landkreis Böblingen in Baden-Württemberg. Sie erinnern an das Schicksal der Menschen aus dieser Stadt, die von Nationalsozialisten ermordet, deportiert, vertrieben oder in den Suizid getrieben worden sind. Die Stolpersteine wurden von Gunter Demnig verlegt. Sie werden im Regelfall vor dem letzten selbstgewählten Wohnort des Opfers verlegt.
Die erste und bislang einzige Verlegung in Weissach fand am 1. Oktober 2008 statt.

## Verlegte Stolpersteine
In Weissach wurden bisher vier Stolpersteine an einer Adresse verlegt.
| Stolperstein | Person, Inschrift                                                                         | Verlegort        | Name, Leben        |
| --- | ----------------------------------------------------------------------------------------- | ---------------- | ------------------ |
| Bild gesucht Der Benutzer GeorgDerReisende ( Diskussion ) wünscht sich an dieser Stelle ein Bild vom Ort mit diesen Koordinaten 48.84711 8.92583 . Motiv: Hauptstraße 10: die Stolpersteine für die Familie Zloczower, die Lage und das Haus Falls du dabei helfen möchtest, erklärt die Anleitung , wie das geht. BW | HIER WOHNTE EDITH ZLOCZOWER JG. 1934 DEPORTIERT 1941 RIGA ERMORDET 26.3.1942              | Hauptstraße 10 · | Edith Zloczower    |
| Bild gesucht Die Wikipedia wünscht sich an dieser Stelle ein Bild vom hier behandelten Ort. Falls du dabei helfen möchtest, erklärt die Anleitung , wie das geht. BW | HIER WOHNTE HEINRICH ZLOCZOWER JG. 1905 DEPORTIERT 1941 RIGA ERMORDET APRIL 1943          | Hauptstraße 10 · | Heinrich Zloczower |
| Bild gesucht Die Wikipedia wünscht sich an dieser Stelle ein Bild vom hier behandelten Ort. Falls du dabei helfen möchtest, erklärt die Anleitung , wie das geht. BW | HIER WOHNTE KLÄRE ZLOCZOWER GEB. INSCHIR JG. 1908 DEPORTIERT 1941 RIGA ERMORDET 26.3.1942 | Hauptstraße 10 · | Kläre Zloczower    |
| Bild gesucht Die Wikipedia wünscht sich an dieser Stelle ein Bild vom hier behandelten Ort. Falls du dabei helfen möchtest, erklärt die Anleitung , wie das geht. BW | HIER WOHNTE STEFAN ZLOCZOWER JG. 1936 ÄRZTLICHE HILFE VERWEIGERT TOT 12.1.1940            | Hauptstraße 10 · | Stefan Zloczower   |

## Verlegungen
Die Stolpersteine wurden am 1. Oktober 2008 vom Künstler Gunter Demnig persönlich verlegt.